# 黃卓元
黃卓元，字吉裳，贵州安順人，清朝政治人物、進士出身。

## 生平
同治十三年（1874年）甲戌科進士，二甲二十九名，改翰林院庶吉士，散館授編修，官至內閣學士、禮部侍郎。